# Абашту

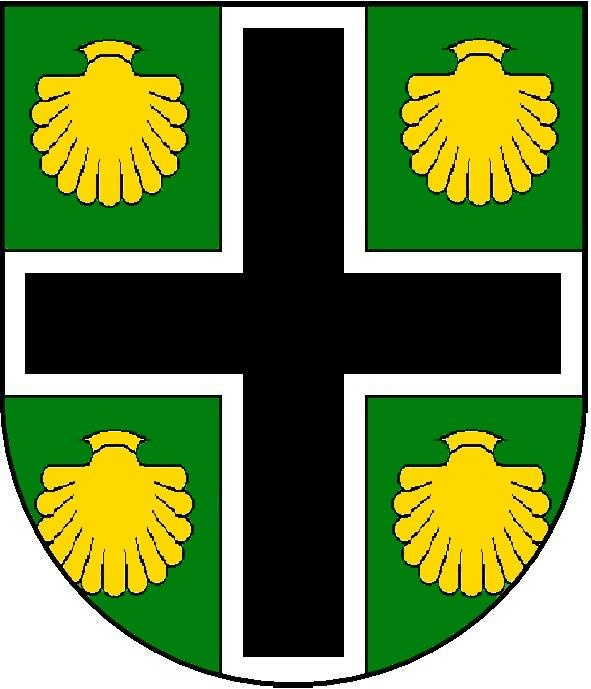
Герб Абашту

Аба́шту (порт. Abasto) — портгуальський шляхетний рід. Походить з Андалусії. У документах згадується раніше 1631 року. Герб — зелений щит із чорним хрестом, обведеним сріблом (за іншими описами — срібний хрест, заповнений меншим чорним хрестом), між променями якого чотири золоті мушлі-гребінці. Також — Абасто, Авасто (порт. Avasto), Авашту.